# Chung Jong-soo
Chung Jong-soo (en hangul, 정종수; en hanja, 鄭 種洙; nacido el 27 de marzo de 1961) es un exfutbolista y actual entrenador surcoreano. Jugaba de defensa y su último club fue el Hyundai Horang-i de Corea del Sur. Actualmente dirige a Chung Jong-soo Football Academy.
Chung desarrolló su carrera en varios clubes, entre los que se encuentran Yukong Elephants y Hyundai Horang-i. Además, fue internacional absoluto por la Selección de fútbol de Corea del Sur y disputó las Copas Mundiales de la FIFA de 1986 y 1990.

## Trayectoria

### Clubes como futbolista
| Club             | País          | Año         |
| ---------------- | ------------- | ----------- |
| Yukong Elephants | Corea del Sur | 1984 - 1989 |
| Hyundai Horang-i | Corea del Sur | 1990 - 1995 |

### Selección nacional como futbolista
| Selección | País          | Año         |
| --------- | ------------- | ----------- |
| Absoluta  | Corea del Sur | 1982 - 1992 |

### Clubes como entrenador
| Club                               | País          | Año             |
| ---------------------------------- | ------------- | --------------- |
| Ulsan Hyundai Horang-i (reserva)   | Corea del Sur | 1996 - 2000     |
| Ulsan Hyundai Horang-i (interino)  | Corea del Sur | 2000            |
| Ulsan Hyundai Horang-i (reserva)   | Corea del Sur | 2000 - 2001     |
| Ulsan Hyundai Horang-i (asistente) | Corea del Sur | 2001 - 2006     |
| Chung Jong-soo Football Academy    | Corea del Sur | 2007 - Presente |

## Estadísticas

### Como futbolista

#### Selección nacional
Fuente:
| Selección de Corea del Sur | Selección de Corea del Sur | Selección de Corea del Sur |
| Año                        | Part.                      | Goles                      |
| -------------------------- | -------------------------- | -------------------------- |
| 1982                       | 5                          | 1                          |
| 1983                       | 0                          | 0                          |
| 1984                       | 3                          | 0                          |
| 1985                       | 12                         | 1                          |
| 1986                       | 5                          | 0                          |
| 1987                       | 0                          | 0                          |
| 1988                       | 0                          | 0                          |
| 1989                       | 5                          | 0                          |
| 1990                       | 5                          | 1                          |
| 1991                       | 0                          | 0                          |
| 1992                       | 1                          | 0                          |
| Total                      | 36                         | 3                          |

##### Goles internacionales
| No | Fecha                    | Sede                | Oponente | Gol   | Resultado | Competición                                          |
| -- | ------------------------ | ------------------- | -------- | ----- | --------- | ---------------------------------------------------- |
| 1. | 18 de febrero de 1982    | Calcuta, India      | India    | 1 gol | 2–2       | Copa Nehru 1982                                      |
| 2. | 6 de abril de 1985       | Seúl, Corea del Sur | Nepal    | 1 gol | 4–0       | Eliminatorias para la Copa Mundial de Fútbol de 1986 |
| 3. | 25 de septiembre de 1990 | Pekín, China        | Pakistán | 1 gol | 7–0       | Juegos Asiáticos de 1990                             |

##### Participaciones en fases finales
| Torneo                         | Sede        | Resultado     | Partidos | Goles |
| ------------------------------ | ----------- | ------------- | -------- | ----- |
| Juegos Asiáticos de 1982       | Nueva Delhi | Primera fase  | —        | —     |
| Copa Asiática 1984             | Singapur    | Primera fase  | 0        | 0     |
| Copa Mundial de Fútbol de 1986 | México      | Primera fase  | 1        | 0     |
| Juegos Asiáticos de 1986       | Seúl        | Campeón       | —        | —     |
| Copa Mundial de Fútbol de 1990 | Italia      | Primera fase  | 2        | 0     |
| Juegos Asiáticos de 1990       | Pekín       | Tercer puesto | —        | —     |

## Palmarés

### Como futbolista

#### Títulos nacionales
| Título     | Club             | País          | Año  |
| ---------- | ---------------- | ------------- | ---- |
| K League 1 | Yukong Elephants | Corea del Sur | 1989 |

#### Títulos internacionales
| Título           | Club (*)      | Sede | Año  |
| ---------------- | ------------- | ---- | ---- |
| Juegos Asiáticos | Corea del Sur | Seúl | 1986 |

(*) Incluyendo la Selección

#### Distinciones individuales
| Distinción       | Año  |
| ---------------- | ---- |
| K League Best XI | 1984 |